# Tricampa rileyi
Tricampa rileyi är en urinsektsart som beskrevs av Filippo Silvestri 1933. Tricampa rileyi ingår i släktet Tricampa och familjen Campodeidae. Inga underarter finns listade i Catalogue of Life.